# Индустријале Артиђанале (Анкона)
Индустријале Артиђанале је насеље у Италији у округу Анкона, региону Марке.
Према процени из 2011. у насељу је живело 314 становника. Насеље се налази на надморској висини од 69 м.